# Remy de Gourmont
Remy de Gourmont (ur. 4 kwietnia 1858 w Bazoches-au-Houlme, zm. 27 września 1915 w Paryżu) – francuski poeta, powieściopisarz, erudyta i krytyk literacki związany z symbolizmem. Autor powieści Sykstyna.

## Życiorys
Studiował prawo w Caen, a po ukończeniu studiów w 1881 roku przeniósł się do Paryża, gdzie pracował w Bibliothèque nationale. Publikował w wielu dziennikach, m.in. „Mercure de France” i „L’Ymagier”, który edytował wraz z Alfredem Jarrym.
W 1891 roku opublikował artykuł polemiczny Le joujou patriotisme (Patriotyzm – zabawka), w którym stwierdził, że Francja i Niemcy przynależą do jednej, tej samej kultury, i powinny ocieplić relacje między sobą. Skutkowało to utratą przez Gourmonta stanowiska w Bibliothèque nationale.
Na początku dwudziestego wieku rozpoczął publikowanie zbiorów swoich esejów. W Epilogues (1903-1913) komentował bieżące wydarzenia kulturalne; w wielotomowych Promenades littéraires (1904-1927) i Promenades philosophiques (1905–1909) zebrał swoje wcześniejsze teksty poświęcone literaturze i filozofii.
W 1979 roku została wydana w Polsce powieść Sykstyna. Romans z życia cerebralnego w przekładzie i ze wstępem Juliana Rogozińskiego (Czytelnik, Seria Retro).
Twórczością Remy’ego de Gourmonta zainspirowani byli m.in. T.S. Eliot, Ezra Pound, Aldous Huxley i Blaise Cendrars.